# Wyrozub
Wyrozub (Rutilus frisii) – gatunek ryby z rodziny karpiowatych (Cyprinidae), największa z rodzaju Rutilus.

## Występowanie
Wyróżniono podgatunki:
- Rutilllus frisii frisii – podgatunek nominatywny, występuje w Morzu Czarnym, na tarło wchodzi do rzek Dniestr, Boh; Dniepr, Don i innych.
- Rutillus frisii velecensis – żyje we wschodniej Bułgarii, w rzekach Weleka i Rezowa.

## Cechy morfologiczne
Osiąga długość 40–50 (maksymalnie 70) cm i masę 1–1,5 (maksymalnie 7) kg. Ma długie, walcowate, nieznacznie bocznie spłaszczone ciało. Trzon ogona jest długi i cienki. Otwór gębowy niewielki, w położeniu dolnym. Łuski są drobne. Grzbiet jest brązowoczarny z zielonym odcieniem, boki srebrzyste a brzuch biały. Płetwy szare z lekkim żółtym lub pomarańczowym odcieniem (zwłaszcza płetwa odbytowa i grzbietowa). Tęczówka oka żółta lub ceglasta.

## Odżywianie
Zjada głównie mięczaki, skorupiaki i robaki.

## Rozród
Tarło odbywa w marcu, kwietniu i maju. W tym czasie wędruje daleko w górę rzek. Ikra składana jest w piasku, pośród roślin wodnych.